# سلامنكا (المكسيك)
سلمنكا أو سلمنقة (بالإسبانية: Salamanca)، وتسمى بلغة الأوتومي المحلية خيدو، هي مدينة مكسيكية تقع في ولاية غواناخواتو. أسسها في 1 يناير 1603 نائب الملك "غاسبار دي ثونيغا إي أثيفدو"، الذي ترجع أصوله إلى مدينة سلمنكا الإسبانية. وقد بنيت المدينة على أرض باخيو، التي كان قد استقر بها بالفعل بعض مربي الماشية، وبعض فقراء المزارعين، وقليل من الإسبان، وثلة من هنود الأوتومي الذين كانوا من قبل يعيشون في قرية تسمى خيدو.
يبلغ عدد سكان سلمنكا 143838 نسمة وفقاً لتعداد سنة 2005، وهي الرابعة في الترتيب بين مدن ولاية غواناخواتو بعد مدن ليون وإرابواتو وسيلايا، كما أنها الكبرى بين أربع مدن مكسيكية تحمل نفس الاسم.

## أعلام
- جبريل غارسيا
- إدسون غوتيريز
- توماس غوتيريز راميريز
- راؤول أنطونيو فيدال
- خيسوس ألبرتو لارا